# Érezée
Érezée (in vallone Erezêye) è un comune belga di 2 968 abitanti, situato nella provincia vallona del Lussemburgo.